# Jean Ier de Melun
Pour les articles homonymes, voir Melun (homonymie).
Jean Ier de Melun, né vers 1295 et mort le 30 juillet 1350, issu de la maison de Melun, vicomte de Melun, seigneur de Tancarville (par son mariage avec Jeanne de Tancarville) et de Montreuil-Bellay, est nommé en 1318 grand chambellan de France par le roi Philippe V le Long. 

## Biographie
Il est le fils aîné d'Adam IV de Melun (mort en 1304), et de Jeanne de Sully (morte en 1306), fille de Henri de Sully et de Péronelle de Joigny, dame de Château-Renard (actuel département du Loiret).
Il sert dans l'armée royale en 1318 (règnes de Philippe V et de Charles IV), puis en 1338, 1339, 1342 et 1346 (règne de Philippe VI), notamment à la bataille de Crécy. 
Le 24 mai 1347, Philippe VI le choisit comme un de ses exécuteurs testamentaires. Mais il meurt quelques semaines avant le roi en 1350. 
Il est inhumé à l'abbaye du Jard (actuelle commune de Voisenon en Seine-et-Marne).

## Mariages et descendance
Jean de Melun épouse, à une date antérieure à 1316, Jeanne de Tancarville (vers 1290-1328), fille unique et héritière du comte Robert de Tancarville (mort en 1302) et d'Alix de Pons, qui lui donne :
- Jean II de Melun, comte de Tancarville, grand chambellan de France après la mort de son père ;
- Adam de Melun (mort le 22 avril 1362), premier chambellan des rois Jean le Bon et Charles V
- Guillaume de Melun (mort le 4 mai 1378), archevêque de Sens
- Raoul
- Henri, écuyer
- Simon, chanoine de la cathédrale Saint-Étienne de Sens en 1345
- Robert de Melun, écuyer, marié par son père le 19 octobre 1347 à Isabelle, dame de Chatenoy, dont il aura, entre autres, Jean de Melun, seigneur de Chatenoy en 1378.

Le 30 novembre 1329, il épouse en secondes noces Isabelle d'Antoing, d'Épinoy, de Sottegem et de Heusden, vicomtesse de Gand, fille unique de Hugues IV d'Antoing et de Marie d'Enghien, dame de Sottegem (fille de Gautier Ier d'Enghien), qui lui donne :
- Hugues 1er de Melun, seigneur d'Antoing et d'Épinoy ; installé aux Pays-Bas, il épouse Béatrix de Beaussart, qui lui donne Jean IV de Melun ;
- Isabelle de Melun, dame de Houdain, mariée à Pierre Ier de Dreux, puis à Jean d'Artois ;
- Marie de Melun.

## Héraldique
| Blason | Blasonnement : Écartelé : aux I et IV, d'azur, à sept besants d'or, 3, 3 et 1 et au chef du même (Melun) ; aux II et III, de gueules, à un écusson d'argent en abîme, accompagné de huit angennes d'or, rangées en orle (Tancarville). |